# Лысая Гора (Минская область)
Лысая Гора (бел. Лы́сая Гара́) — деревня в Минском районе Минской области Беларуси. В составе Юзуфовского сельсовета.

## География
Расположена на северном склоне Минской возвышенности возле автодороги Н8971 Юзуфово—Лысая Гора—Жуковка.
Ближайшие населённые пункты Буды, Пунище и др.

## История
В 1924—1925 годах центр Лысогорского сельсовета.

## Население

### Численность
- 2009 год — 93 человек

### Динамика
- 1999 год — 24 человек (перепись населения)
- 2009 год — 93 человек (перепись населения)